# Euxoa sulcifera
Euxoa sulcifera är en fjärilsart som beskrevs av Hugo Theodor Christoph 1893. Euxoa sulcifera ingår i släktet Euxoa och familjen nattflyn. Inga underarter finns listade i Catalogue of Life.